# Parodia tilcarensis
Parodia tilcarensis ist eine Pflanzenart aus der Gattung Parodia in der Familie der Kakteengewächse (Cactaceae). Das Artepitheton tilcarensis verweist auf das Vorkommen der Art nahe der argentinischen Stadt Tilcara.

## Beschreibung
Parodia tilcarensis wächst meist einzeln. Die trüb laubgrünen, kugelförmigen bis zylindrischen Triebe erreichen Wuchshöhen von bis zu 15 Zentimeter und ebensolche Durchmesser. Der Triebscheitel ist dicht weiß bewollt. Die etwa 20 Rippen sind leicht in Höcker untergliedert. Die auf ihnen befindlichen Areolen sind weiß. Die vier geraden bis leicht gebogenen, bräunlichen bis dunkelbraunen Mitteldornen sind an ihrer Basis dick. Sie weisen Längen von bis zu 2,5 Zentimeter auf. Die neun bis 15 weißlichen Randdornen besitzen eine dunklere Basis.
Die glockenförmigen bis trichterförmigen, bronzeroten bis blutroten Blüten erreichen Längen von bis zu 3 Zentimeter und ebensolche Durchmesser. Ihr Perikarpell und die Blütenröhre sind mit weißer bis rosafarbener Wolle besetzt. Die Narben sind mattgelb. Die grünlich gelben kugelförmigen Früchte sind etwa 4 Millimeter lang. Sie enthalten halbkugelförmige, schwarze, etwas glänzende Samen von etwa 0,7 Millimeter Länge, die gehöckert sind.

## Verbreitung und Systematik
Parodia tilcarensis ist in der argentinischen Provinz Jujuy in mittleren Lagen um 2400 Meter verbreitet.
Die Erstbeschreibung als Echinocactus stuemeri var. tilcarensis durch Erich Werdermann und Curt Backeberg wurde 1931 veröffentlicht. Curt Backeberg stellte die Art 1936 in die Gattung Parodia. Ein nomenklatorisches Synonym  ist Bolivicactus tilcarensis (Werderm. & Backeb.) Doweld (2000).

## Nachweise